# Policía estatal de Baja California Sur
La policía estatal de Baja California Sur es un organismo descentrado de la Secretaría de Seguridad Pública del Estado de Baja California Sur, es un cuerpo de policía mexicana cuya principal función es vigilar y cuidar el orden público en el territorio del Estado de Baja California Sur para proteger la integridad, patrimonio y derechos de sus habitantes, en coordinación con las dependencias de seguridad pública municipales así como proponer las estrategias operativas para la prevención del delito conforme a las necesidades que generen los índices delictivos. Su sede se encuentra en el municipio de La Paz.

## Subdivisiones
- Unidad de Análisis Táctico
- Unidad de Investigación
- Unidad de Operaciones
- Unidad de Proximidad Social